# Semën Michajlovič Lobov
Semën Michajlovič Lobov (in russo Семён Михайлович Лобов?; Volokolamsk, 13 febbraio 1913 – Mosca, 12 giugno 1977) è stato un ammiraglio sovietico.

## Biografia
Nato a Volokolamsk nell'Oblast' di Mosca entrò nella Marina Sovietica nel 1932 e nel 1937 dopo aver completato gli studi nella scuola militare Frunze venne inviato a prestare servizio nella Flotta del Pacifico e nel corso del secondo conflitto mondiale fu comandante di cacciatorpediniere e di squadriglia in Estremo Oriente, prendendo parte alla guerra contro l'Impero Giapponese.
Nel 1946 venne inviato a prestare servizio nella Flotta del Mar Nero, dove avrebbe comandato l'incrociatore leggero Kerč', che i sovietici ricevettero dall'Italia in conto riparazione danni di guerra e che aveva prestato servizio nella Regia Marina con il nome di Emanuele Filiberto e successivamente l'incrociatore Vorošilov e dal 1951 la nave da battaglia Sevastopol'.
Nel 1954 venne trasferito nella Flotta del Nord, di cui nel 1964 ne divenne Comandante in Capo.
Il 28 luglio 1970 raggiunse il grado di ammiraglio della flotta, il secondo più alto grado della Marina Sovietica, secondo solo a quello di Ammiraglio della Flotta dell'Unione Sovietica e fu anche deputato del Soviet Supremo.
La Marina Sovietica aveva intitolato alla sua memoria un incrociatore lanciamissili della Classe Slava, che il 5 novembre 1986 venne ribattezzato Maršal Ustinov, per ribattezzare con il nome Admiral Flota Lobov una nave gemella in costruzione dal 1984 a Nikolaev con il nome Komsomolec; la nave, varata nel 1990, non venne ultimata a causa della dissoluzione dell'Unione Sovietica e il 1º ottobre 1993 divenne proprietà dell'Ucraina, che il 17 febbraio 1998 ne decise il suo completamento per farne l'ammiraglia della propria Marina con il nome Ucraїna (in ucraino Україна?) e il suo ingresso in servizio era previsto per il 2000 ma, a causa della carenza di fondi, il governo ucraino, con la nave è completa al 75% ed i lavori fermi, dopo aver cercato vanamente acquirenti dall'agosto 2004 decise di aprire la nave per visite turistiche nell'attesa di un eventuale acquirente che sembra potesse essere la Cina o l'India.